# Kilchberg ZH
| ZH ist das Kürzel für den Kanton Zürich in der Schweiz. Es wird verwendet, um Verwechslungen mit anderen Einträgen des Namens Kilchberg zu vermeiden. |

Kilchberg ist eine politische Gemeinde im Bezirk Horgen des Kantons Zürich in der Schweiz. Sie liegt am Westufer des Zürichsees mit dem volkstümlichen Namen «Pfnüselküschte» und zählt zu den wohlhabendsten Gemeinden des gesamten Kantons.

## Geographie
Von der Gemeindefläche sind 26,4 % landwirtschaftliche Nutzflächen, 2 % ist Wald, 58 % ist Siedlungsfläche und 13 % dienen dem Verkehr. Der Dorfkern mit der Kirche liegt etwas oberhalb des Zürichsees auf rund 500 Metern über Meer.

## Geschichte
Der Alemanne Bankilo dürfte der eigentliche Begründer Kilchbergs – genauer Bendlikons – gewesen sein. Er liess sich zu Ende des 5. Jahrhunderts an der Mündung des Dorfbaches in den Zürichsee nieder. Wie der Name «Kilchberg» wird auch die Kirche auf dem Berge erstmals 1248 erwähnt. Im Alten Zürichkrieg wurde die hölzerne Kirche von den Eidgenossen abgebrannt und später durch einen massiven Steinbau ersetzt, der seither verschiedentlich renoviert worden ist. Seit 1935 hat Kilchberg zudem eine römisch-katholische Kirche. Der heutige Neubau, der nach Plänen des Architekten André M. Studer errichtet wurde und der Heiligen Elisabeth geweiht ist, stammt aus dem Jahr 1967. Im Jahre 1975 zog das damals von Dominikanerinnen geleitete Sanitas Spital von der Enge in einen grosszügigen Neubau im Grünen in Kilchberg. 2011 fusionierte das Sanitas Spital mit dem Zimmerberg Spital aus Horgen zum See-Spital mit zwei Standorten.
Ursprünglich war Kilchberg ein Bauerndorf. Neben den Bauern, deren wichtigster Erwerb bis ins 17. Jahrhundert der Weinbau war, sind auch die Schiffer von Bendlikon zu erwähnen, die den Personen- und Warenverkehr mit der Stadt Zürich besorgten. Im 17. und 18. Jahrhundert kam die Heimarbeit der Baumwollspinner und Mousselineweber zu einer gewissen Blüte.
Im 18. Jahrhundert hatte die Porzellanmanufaktur Kilchberg-Schooren und spätere Fayencefabrik für Kilchberg eine besondere Bedeutung. In der Schooren-Porzellanmanufaktur entstanden mannigfaltige, kunstvoll bemalte Tafelgeschirre und eine Fülle von Einzelfiguren und Figurengruppen. Bis 1869 wurden Fayencen und Steingutgeschirre fabriziert.

## Wappen
| | Blasonierung: «In Blau eine vierblättrige silberne Blume mit goldenem Butzen.» |
| Wappenbegründung: Das Wappen leitet sich vom Stammwappen der Edlen von Hottingen her, das genau eine solche Blume ziert. Die Hottinger spielten ab Mitte des 13. Jahrhunderts in Kilchberg eine Rolle. Mit Verweis auf den Ort Kilchberg findet sich das Wappen erstmals auf der Zürcher Ämterscheibe von 1548. Seit dem 10. Februar 1928 hat das Wappen die Stellung als offizielles Gemeindewappen. Die Gemeinde nutzt heute auch eine stilisierte Form als Signet. |                                                                                |

## Bevölkerung

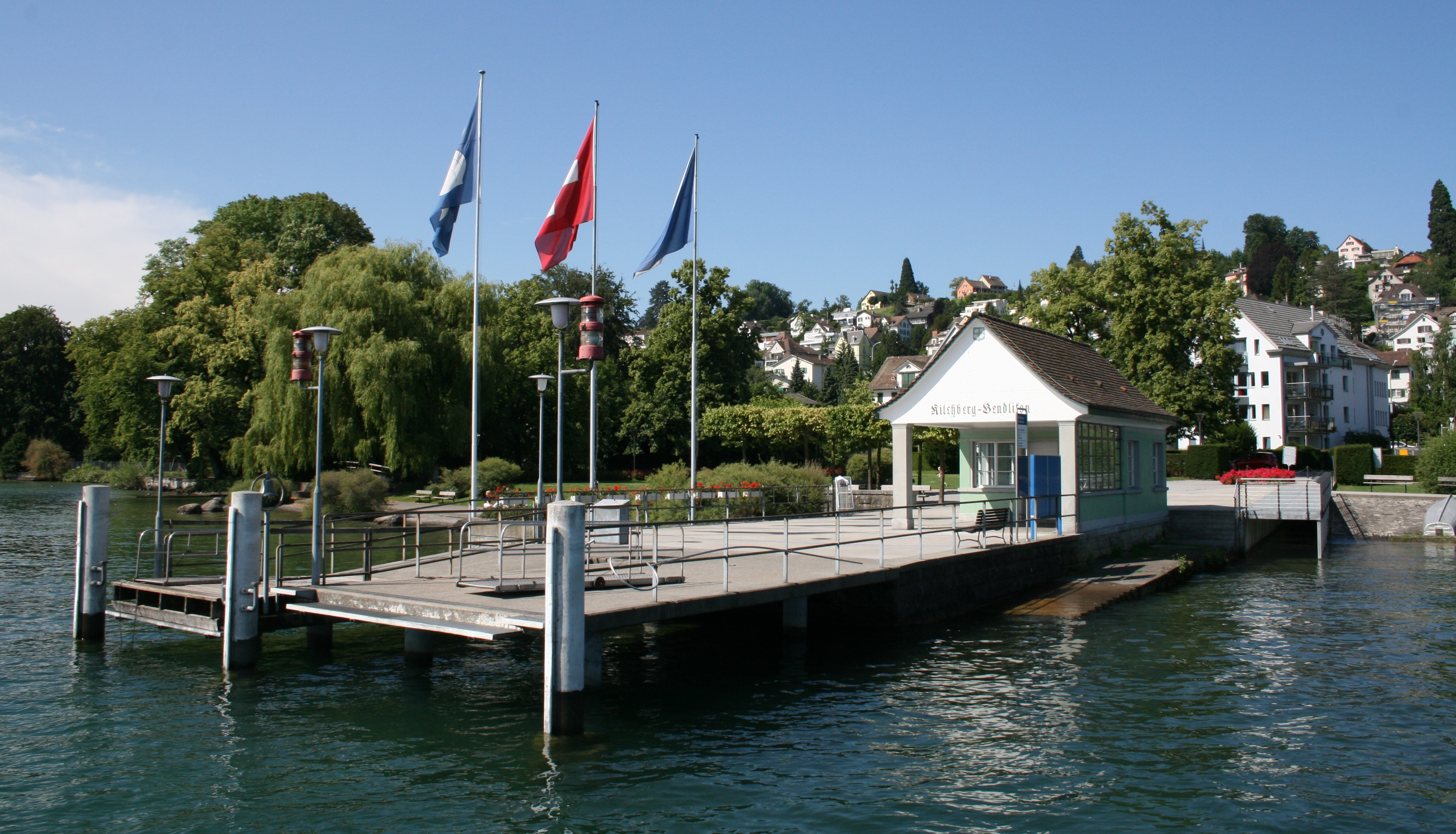
Schiffsanlegestelle Bendlikon

| Bevölkerungsentwicklung | Bevölkerungsentwicklung |
| Jahr                    | Einwohner               |
| ----------------------- | ----------------------- |
| 1634                    | 286                     |
| 1671                    | 515                     |
| 1722                    | 617                     |
| 1836                    | 958                     |
| 1850                    | 1141                    |
| 1900                    | 1951                    |
| 1950                    | 5474                    |
| 1970                    | 7546                    |
| 1990                    | 7081                    |
| 2000                    | 7197                    |

## Politik

### Wahlergebnisse
Die Kantonsratswahlen 2019 ergaben folgende Wähleranteile in Kilchberg: FDP 34,5 %, SVP 18,7 %,  GLP 13,0 %, Grüne 11,7 %, SP 10,9 %, CVP 5,2 %, EVP 2,4 %, AL 2,1 %, BDP 1,0 % und EDU 0,7 %.
Nachfolgerin von Gemeindepräsident Martin Berger ist seit 2022 Phyllis Scholl.
Die Wahlen in den Gemeinderat, die Rechnungsprüfungskommission, die Schulkommission, die Sozial- und Vormundschaftskommission, die Gesundheits- und Sportkommission und die Baukommission hatten im Jahr 2006 folgende Stimmenanteile ergeben: FDP 36 %, Vereinigung der Parteilosen 30 %, SVP 16 %, CVP 10 %, GP 3 %, keine Partei 2 %, GLP 1,0 %, diverse 0,6 %.
Bei den Nationalratswahlen 2023 betrugen die Wähleranteile in Kilchberg: FDP 27,73 % (−2,16), SVP 24,63 % (+2,30), glp 14,59 % (−1,54), SP 12,07 % (+2,39), Mitte 8,58 % (+2,59), Grüne 7,26 % (−4,54) EVP 1,97 % (−0,10), EDU 0,60 (+0,07).

### Städtepartnerschaft
- Kilchberg (Tübingen) (Baden-Württemberg), offiziell seit 1981[13]

## Wirtschaft
In Kilchberg liegt der Hauptsitz des bekannten Schokoladenherstellers Lindt & Sprüngli. Es ist der älteste und einzige grössere Industriebetrieb in der Gemeinde. Die 1845 gegründete Firma hat ihren Betrieb seit 1899 am heutigen Standort an der Seestrasse. Gegenüber der Schokoladenfabrik stellt der Handwerksbetrieb Boesch Motorboote Luxusmotorboote her.

## Sehenswürdigkeiten
In Kilchberg gibt es zwei Kirchen:
- Die Reformierte Kirche Kilchberg wurde 1248 erstmals urkundlich erwähnt. Sie befindet sich auf dem Scheitel des Zimmerberges und gilt als das Wahrzeichen der Gemeinde.
- Die römisch-katholische Kirche St. Elisabeth wurde von André M. Studer 1965 bis 1967 erbaut und gilt wegen ihres archaischen Erscheinungsbildes als exemplarisches Beispiel für die moderne katholische Kirchenarchitektur in der Schweiz.
- Das Schulhaus Brunnenmoos ist als Kulturgut von regionaler Bedeutung eingestuft.
- Seit 1927 findet alle sechs Jahre das prestigeträchtige Schwingfest Kilchberger Schwinget in Kilchberg statt, seit 1932 auf dem Gelände des Gutshofs «Uf Stocken».[14]

## Bilder

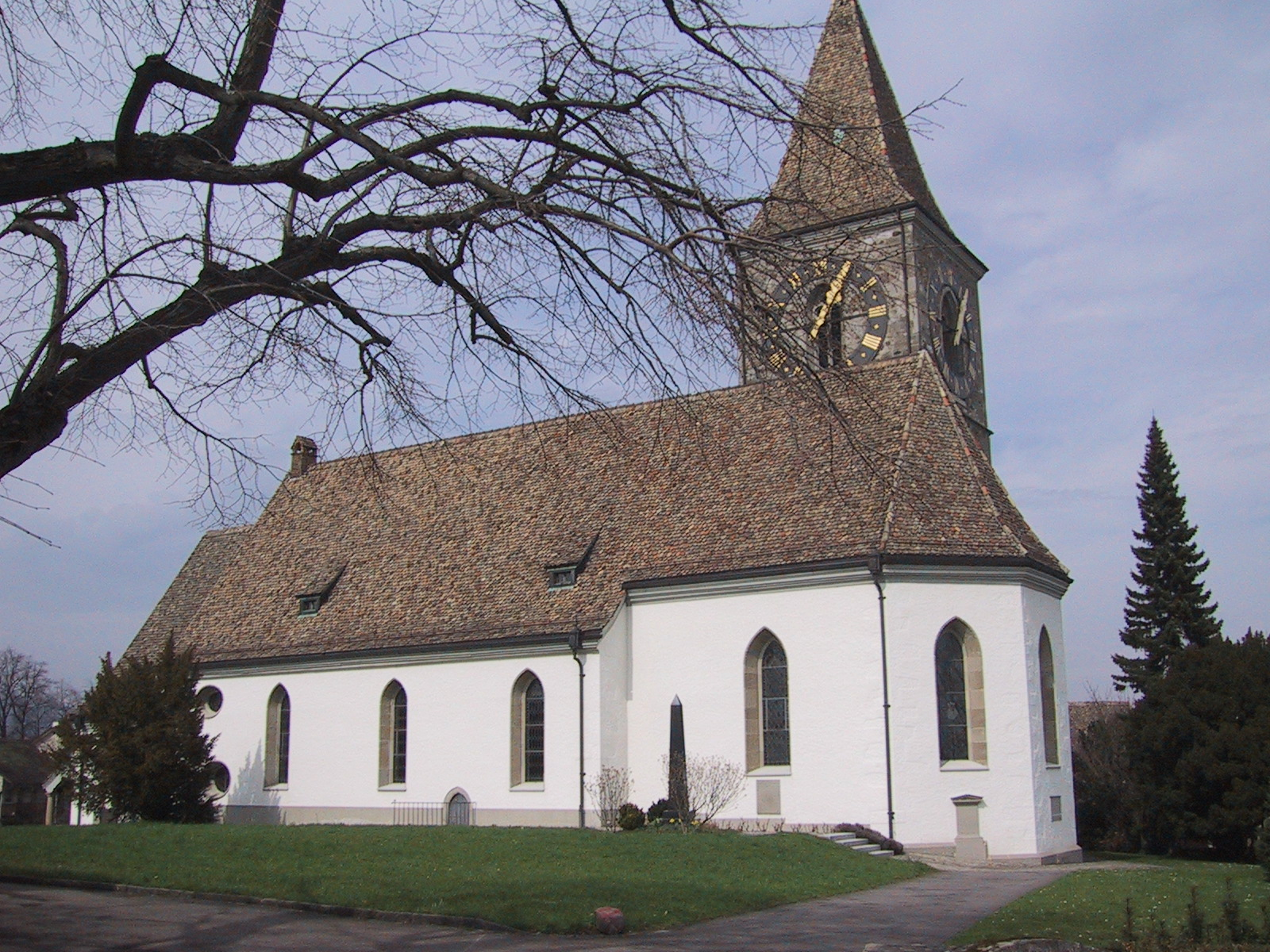
Ref. Kirche Kilchberg, davor das Grabmal von Conrad Ferdinand Meyer
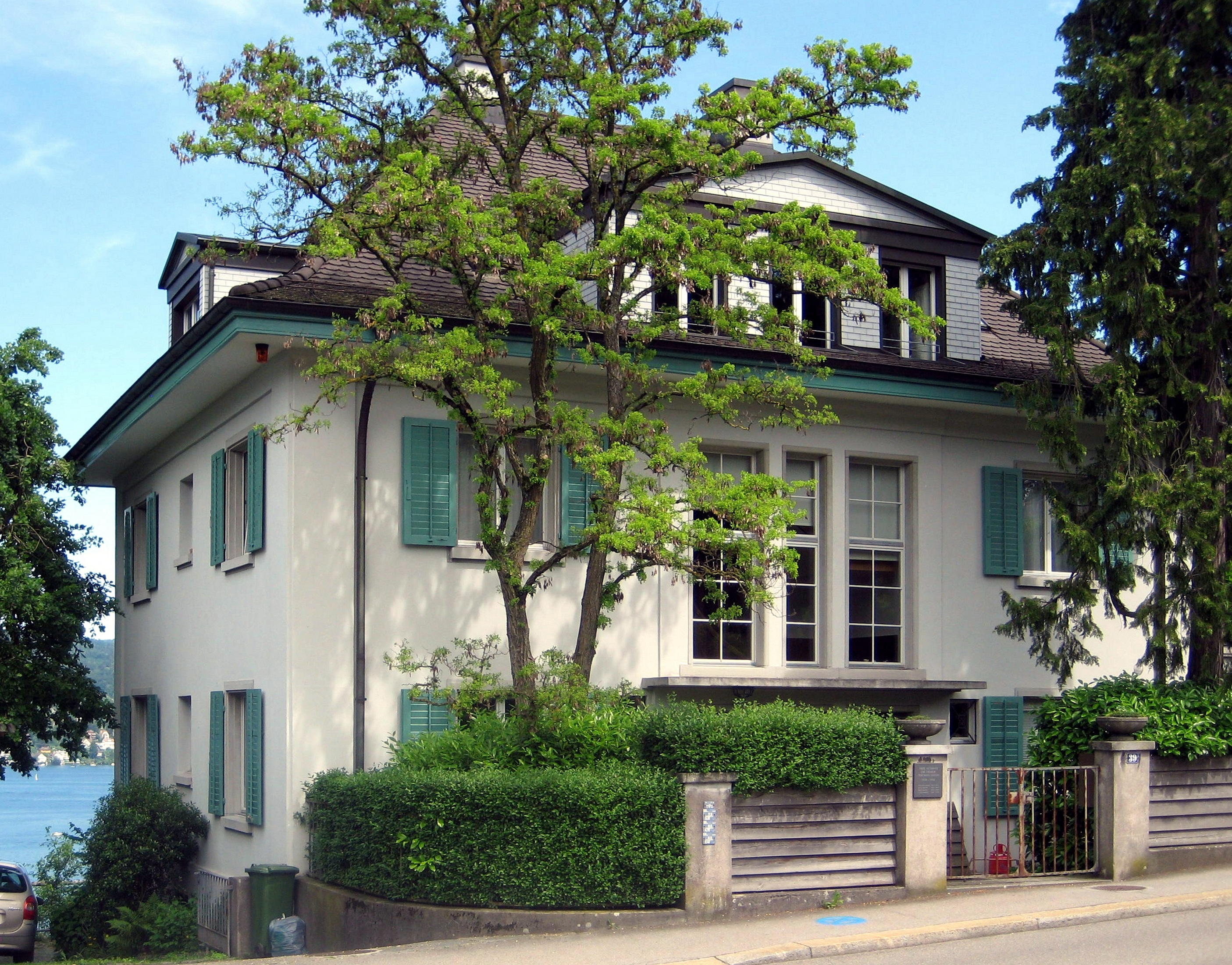
Thomas Manns Haus in Kilchberg (2009)
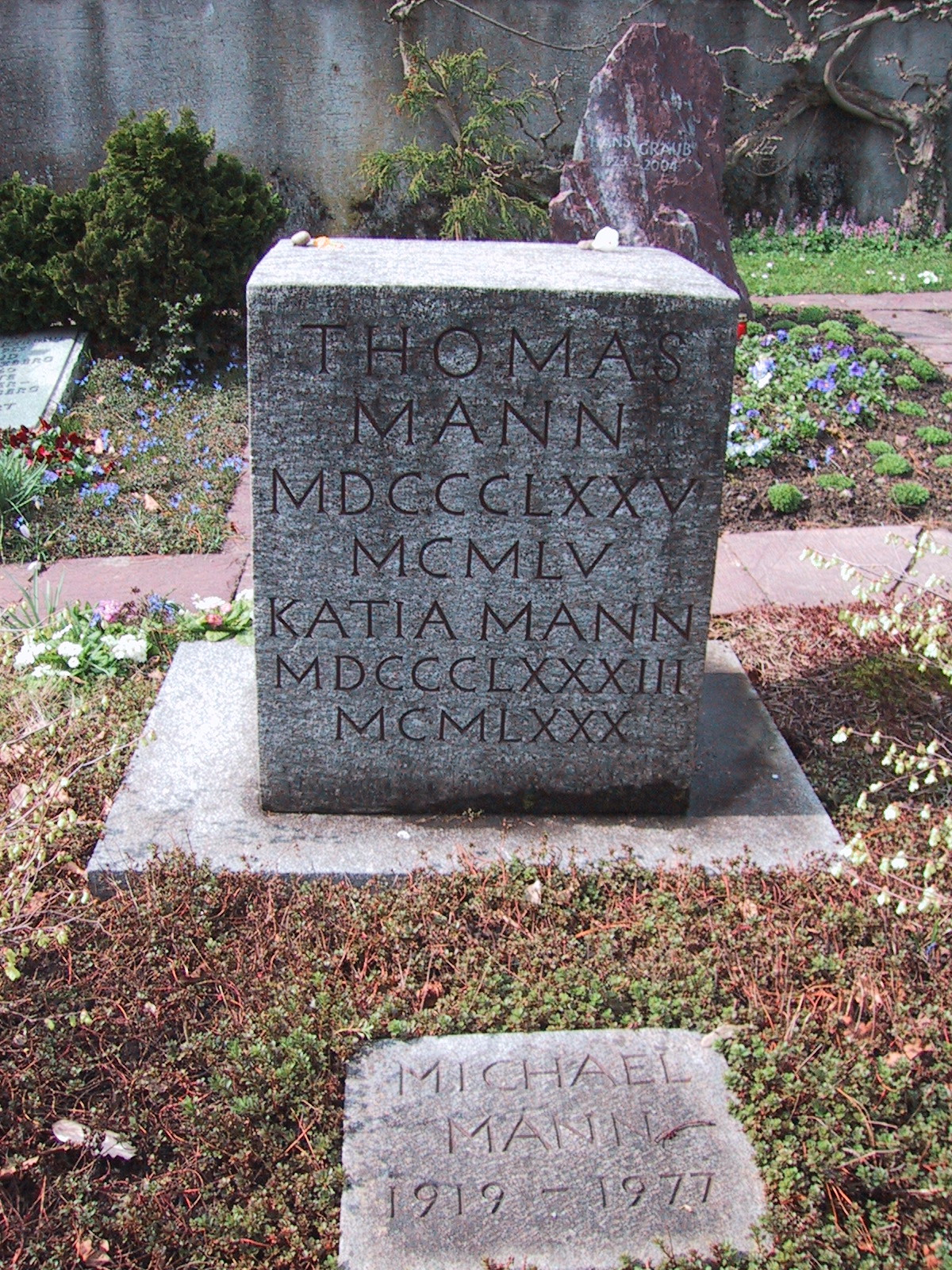
Grab von Thomas, Katia, Erika, Monika, Michael und Elisabeth Mann
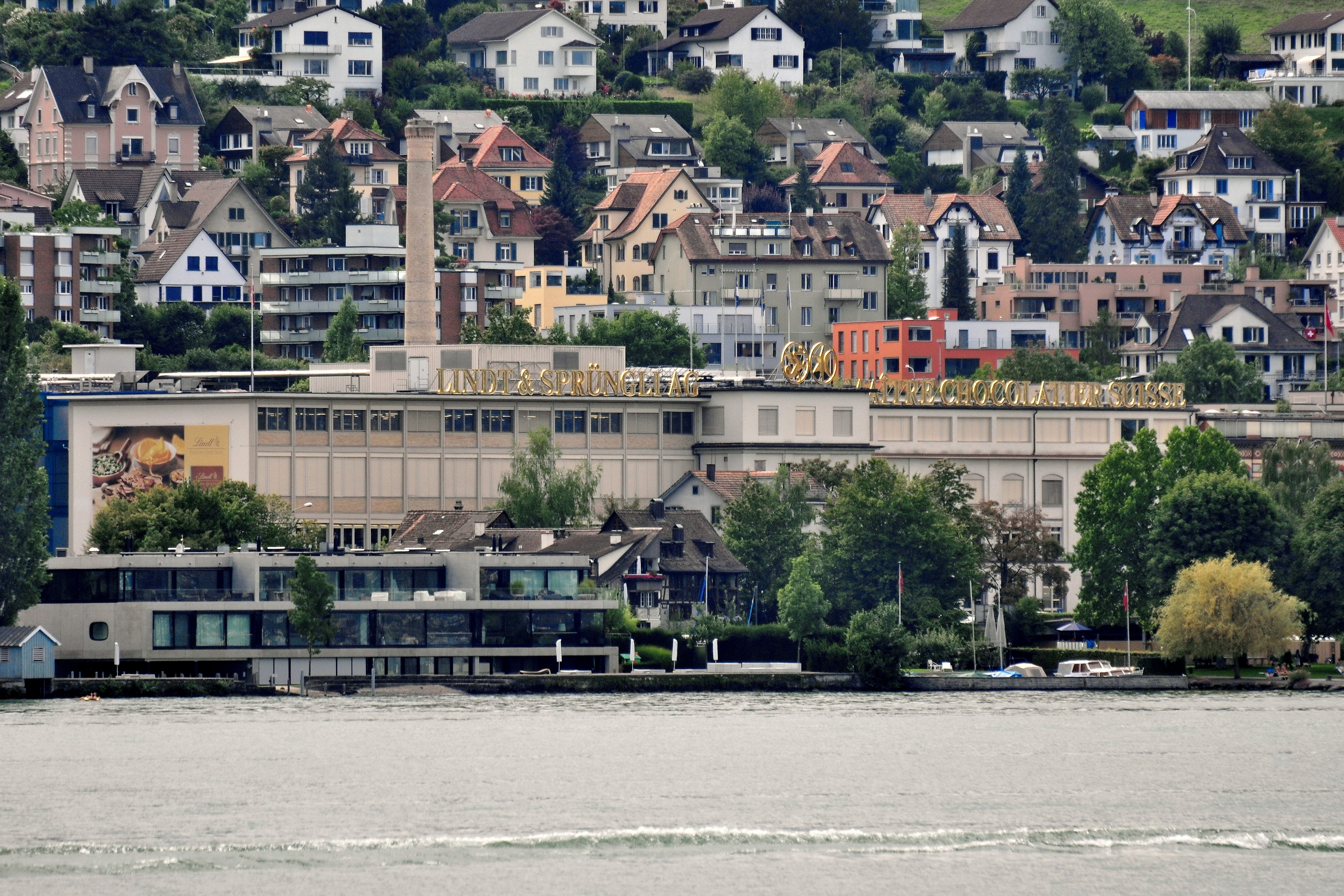
Lindt & Sprüngli
Neues Schulhaus Kilchberg 1908
Kilchberg vor 1920, Luftaufnahme von Walter Mittelholzer

## Persönlichkeiten
- Klaus Bartels (1936–2020), Altphilologe, lebte und verstarb in Kilchberg
- Florian Bissig (* 1979), Anglist, Kulturjournalist und literarischer Übersetzer, hier geboren.
- Eduard Blocher (1870–1942), evangelischer Geistlicher und Sprachwissenschaftler
- Friedel Bohny-Reiter (1912–2001), Krankenschwester, ab 1920 bei Kilchberger Pflegefamilie aufgewachsen.
- Hans Bosshard (* 1935), Journalist, Redaktor und Historiker, lebt hier.
- Hans Conzett (1886–1918), Buchdrucker und Politiker
- Marthe Ernst-Schwarzenbach (1900–1967), Botanikerin und Hochschullehrerin
- Markus Fäh (* 1958), Psychoanalytiker und Autor
- Ulrich Farner (1855–1922), Journalist und Mundartschriftsteller
- Richard Gertsch (* 1996), Fußballspieler
- Rudolf Gwerb (1483– nach 1541), Pfarrer und Reformator
- Edith Häusler (* 1960), Kantonsrätin (Grüne)
- Albin Heimann (1914–2015), Unternehmer und Politiker, hier wohnhaft und verstorben.
- Hermann Huber (1888–1967), Maler, Freskant, Zeichner, Radierer und Lithograf. Mit Eveline Huber-Grisebach wohnhaft in Kilchberg-Schooren 1925–1933.
- Hans Hugi (1928–2015), Bauingenieur und Professor
- Hanna Johansen (1939–2023), Schriftstellerin, lebte hier.
- Aaron Keller (* 2004), Fussballspieler
- Walter Keller (1901–1994) Maler, Zahnarzt, Maschineningenieur lebte ab 1939 hier.
- Karl Kerényi (1897–1973), klassischer Philologe und Religionswissenschaftler, hier gestorben.
- Max Kopp (1891–1984), Architekt, hier wohnhaft und verstorben.
- Michael Künzle (* 1965), Politiker und Stadtpräsident von Winterthur, hier geboren.
- Charles Linsmayer (* 1945), Literaturwissenschaftler und Schriftsteller, hier geboren.
- Golo Mann (1909–1994), Historiker, Publizist und Schriftsteller, lebte von 1965 bis 1992 hier.
- Katia Mann (1883–1980), Ehefrau von Thomas Mann, lebte von 1954 bis zu ihrem Tod hier.
- Thomas Mann (1875–1955), Schriftsteller, lebte von 1954 bis zu seinem Tod in Kilchberg.
- Alfred Marxer (1876–1945), Maler, lebte von 1915 bis zu seinem Tod in Kilchberg.
- Erwin Poeschel (1884–1965), Jurist und Kunsthistoriker, hier verstorben.
- Balser Puorger (1864–1943), Autor und Lehrer, hier verstorben.
- Hansruedi Scheller (1931–2007), Grafiker und Sportler, hier geboren und zeitweise wohnhaft.
- Jakob Schilling (* 1931), Architekt, hier geboren.
- Eduard Schweingruber (1899–1975), Theologe, hatte 1942–1964 hier das reformierte Pfarramt inne und lebte bis zu seinem Tod am Ort.
- Johann Jakob Sperli (der Ältere) (1794–1843), Radierer, Aquatintist, Aquarellist; geboren in Bendlikon.
- Erich Stern (1889–1959), Psychiater, Psychologe und Pädagoge, lebte von 1957 bis zu seinem Tod in Kilchberg.
- Erika Streit (1910–2011), Malerin, war von 1943 bis zu ihrem Tod hier wohnhaft.
- Heinrich Studer (1815–1890), Unternehmer, Bankmanager und Politiker
- Warren Thew (1927–1984), Pianist, Komponist, Dichter und Zeichner, lebte ab 1956 in Kilchberg.
- Anna Barbara Urner geb. Welti (1760–1803), Lyrikerin.
- Emil Usteri (1839–1914), Jesuit und Hochschullehrer in Indien
- Veljko Vukasinovic (* 2001), Fussballspieler
- Alfred Walther (1886–1955), Bauingenieur und Professor für Betriebswirtschaftslehre, hier geboren.
- Hedi Wyss (* 1940), Schriftstellerin und Journalistin, lebt hier.

### Prominentengräber
Auf dem Kilchberger Friedhof befinden sich die Grabstätten bekannter Persönlichkeiten wie
- Conrad Ferdinand Meyer (1825–1898), Dichter
- Friedrich Wilhelm Foerster (1869–1966), Philosoph, Pädagoge und Pazifist
- Ludwig Klages (1872–1956), Philosoph, Psychologe und Graphologe
- Thomas Mann (1875–1955) und seine Familienmitglieder (ausgenommen Klaus Mann)
- Ferdinand Lion (1883–1968), Journalist und Schriftsteller
- Gert Westphal (1920–2002), Regisseur, Schauspieler und Rezitator
- Gisela Westphal (1930–2023), Schauspielerin, Rezitatorin, Autorin